# Ernst Lassacher
Ernst Lassacher (* 15. August 1960 in Oberweißburg) ist ein österreichischer Politiker (FPÖ). Lassacher ist Gemeindepolitiker in St. Michael im Lungau. Von Juni 2018 bis Juni 2023 war er Abgeordneter im Salzburger Landtag. 

## Leben
Lassacher besuchte bis 1971 die Volksschule Oberweißburg und absolvierte seinen weiteren Schulweg bis 1975 an der Hauptschule St. Michael im Lungau. In der Folge arbeitete Lassacher als angestellter Bankkaufmann und war zeitweise Nebenerwerbslandwirt.  Er ist seit 1983 verheiratet und wurde Vater von drei Kindern.
Lassacher trat 1988 in die Freiheitliche Partei ein und ist Mitglied der Gemeindevertretung von St. Michael im Lungau. Er trat bei der Bürgermeisterwahl 2014 als Kandidat an, erreichte in St. Michael im Lungau jedoch nur 4,5 Prozent der abgegebenen Stimmen. Bei der Nationalratswahl in Österreich 2013 kandidierte er auf dem ersten Platz der FPÖ-Liste für den Regionalwahlkreis Lungau/Pinzgau/Pongau. Nach Auszählung der Briefwahlstimmen verpasste er das Grundmandat jedoch knapp. Nach dem Parteiausschluss von FPÖ-Landesobmann Karl Schnell verblieb Lassacher bei der Salzburger FPÖ und wurde im Juli 2015 zum Lungauer FPÖ-Bezirksobmann gewählt. Innerparteilich ist Lassacher zudem Ortsparteiobmann der FPÖ St. Michael im Lungau, Mitglied der Bezirksparteileitung der FPÖ-Lungau, Mitglied der Landesparteileitung der FPÖ Salzburg sowie Mitglied des Landesparteivorstandes. Er trat bei der Landtagswahl in Salzburg 2018 als FPÖ-Spitzenkandidat und Listenzweiter im Lungau an und wurde am 13. Juni 2018 in der konstituierenden Landtagssitzung der 16. Gesetzgebungsperiode als Abgeordneter zum Salzburger Landtag angelobt. Nach der Landtagswahl in Salzburg 2023 schied er im Juni 2023 aus dem Landtag aus.
Lassacher ist Obmann im Männergesangsverein Oberweißburg.